# ATP-binding Cassette Sub-family G Member 1
ABCG1 ist eins von zwei Proteinen in der Zellmembran von Säugetieren, das Cholesterin unter Verbrauch von ATP aus der Zelle pumpt, wo es auf der Membran schwimmt und von HDL-Partikeln aufgenommen wird (reverser Cholesterintransport). Es gehört zur Familie der ABC-Transporter. In Mäuse-Endothelzellen ohne ABCG1 sammeln sich Oxidationsprodukte des Cholesterins. Auch in Macrophagen und Monozyten spielt ABCG1 die Hauptrolle beim Cholesterintransport. In anderen Zellen wird dies von ABCA 1 übernommen.
In Diabetes mellitus Typ 2-Patienten ist die Expression von ABCG1 in Monozyten erniedrigt, was zur Atherosklerose beiträgt, ähnlich wie Aktivität des Enzyms 12/15-Lipoxygenase. Überexpression allerdings führt über Translokation von Phosphatidylserin und Caspase 3-Aktivierung zur Apoptose.